# Clonezilla
Clonezilla – darmowy program do tworzenia kopii zapasowych partycji/dysku, dostępny na licencji GNU GPL.
Twórcą projektu jest Steven Shiau, a program jest rozwijany przez NCHC Free Software Labs.

## Charakterystyka
Program pozwala na tworzenie obrazów partycji windowsowych, linuksowych i innych. Wewnętrznie korzysta z trzech narzędzi: partclone, partimage oraz dd. Użytkownik wybiera folder do którego zapisać obraz. Wewnątrz tego folderu Clonezilla tworzy kilka, kilkanaście różnych plików, w których zapisany jest obraz dysku. Program został napisany w Perlu i skryptach powłoki bash.

## Rodzaje programu
- Clonezilla – to program, który można zainstalować i uruchomić bezpośrednio z systemu operacyjnego na którym się pracuje. Tworzenie kopii zapasowych partycji/dysku jest możliwe wyłącznie w stosunku do partycji i dysków na których ww. program i system nie jest zainstalowany. Podstawową jednak wadą tego rozwiązania jest brak możliwości przywrócenia utworzonej kopii zapasowej po tzw. całkowitej destrukcji systemu (braku możliwości uruchomienia systemu), w tym przypadku należy skorzystać z tzw. mobilnej wersji CloneZilla-Live.
- Clonezilla–Live – mobilna wersja programu Clonezilla do tworzenia kopii zapasowych partycji/dysku zapisywana na nośnikach wymiennych takich jak CD/DVD/USB itp. za pomocą której można utworzyć backup wszystkich partycji i dysków bez ww. ograniczeń w wersji instalacyjnej w systemie.
- Clonezilla Server – służy do klonowania wielu komputerów jednocześnie w sieci. Odbywa się to za pomocą serwera DRBL i komputerowych stacji roboczych, które można uruchomić z sieci.